# رنه زومرفلد
رنه زومرفلد (آلمانی: René Sommerfeldt; ۲ اکتبر ۱۹۷۴) اسکی‌باز صحرانوردی اهل آلمان است.